# Mitra Lager
Mitra Lager, född 1964, är en svensk-iransk författare. I början av 1980-talet var hon medlem av MKO, en iransk motståndsrörelse som var kritisk mot ayatolla Khomeini. Hon satt i fängelse tre gånger för sina åsikter innan hon 1987 flydde Iran. Lager har gett ut boken Gud vill att du ska dö (2008), i vilken hon berättar om livet i en religiös diktatur, om politiskt motstånd och väpnad kamp.
Lager bor i Göteborg och arbetar som biomedicinsk analytiker. Hon drev mellan 1995 och 2005 tidskriften Kvinnor mot fundamentalism. Hon skriver även för Avaye-Zan (Women's Voice), en tidskrift för all världens exiliranier.